# César Galcerán
César Galcerán Sagnier (nacido el  13 de junio de 1955 en Barcelona) es un exjugador español de baloncesto que militó en diversos equipos de la máxima categoría nacional principalmente en los años 80 ocupando la posición de alero.

## Trayectoria
Formado en las categorías inferiores del Colegio La Salle Bonanova llegó a jugar en el primer equipo de la entidad consiguiendo un ascenso histórico a la Liga Española debido a que todos los integrantes del equipo formaban parte de las categorías inferiores del mismo.  
En la temporada 81-82 se incorporó como jugador de rotación del Cotonificio de Badalona en la mejor temporada del club de Badalona, entrenado por Aíto García Reneses, y que finalizó con el equipo en 3a posición de la Liga detrás del Real Madrid y FC Barcelona. En el Cotonificio jugó un año más (82-83) antes de que el equipo se trasladara a Santa Coloma de Gramenet, bajo el nombre Licor 43, en este caso a las órdenes del técnico Manel Comas.
Su siguiente equipo fue el RCD Español donde solo disputó una temporada a las órdenes de Guifré Gol en la que sería su última experiencia como jugador de la máxima categoría.
En la temporada 1985-86 recaló en el Caixa Sabadell de Primera Autonómica donde se convirtió en uno de les jugadores clave de la categoría ayudando al ascenso del equipo hasta 2a Nacional.

## Miscelánea
- Debido a sus estudios en Derecho fue uno de los principales responsables de la creación de la Asociación de Baloncestistas Profesionales (ABP) en España.
- Después de retirarse del baloncesto ha ejercido como directivo de Nike en España.